# Vlčice (zámek)
Vlčice jsou renesanční zámek ve stejnojmenné obci v okrese Trutnov. Je zapsán jako kulturní památka České republiky.

## Historie
Ves Vlčice založil roku 1248 lokátor Vrocivoj. Prvním známým majitelem byl roku 1371 rytíř Albert Schoff. Zřejmě za Schoffů byla pak ve vsi postavena tvrz chráněná vodním příkopem a rybníkem. Poprvé je tvrz zmíněna až roku 1475 na zástavní listině.
Koncem 16. století získal tvrz Albert z Maltitz. Ten pravděpodobně nechal tvrz renesančně přestavět. Jako zámek je budova poprvé uvedena v roce 1665 v inventuře pozůstalosti po Janu Jindřichu Maltitzovi. Roku 1791 zámek získal opět potomek Schoffů, Antonín Schaffgotsch. Roku 1829 nechal hrabě Josef Schaffgotsch zámek empírově přestavět. Jeho syn, František Schaffgotsch, vybudoval v letech 1844 až 1845 přírodní park kolem zámku, který měl rozlohu cca 40 hektarů. 
Roku 1921 zámek zakoupili velkostatkáři Schubertové. Po druhé světové válce byl zámek znárodněn a využíván zemědělským podnikem. V 50. letech 20. století byl poškozen požárem. Později jej využíval plemenářský ústav z Kladrub nad Labem. Následně připadl MNV a sloužila správním a kulturním potřebám obce. V devadesátých letech byl zámek privatizován a do roku 1992 využíván jako rekreační středisko společnosti OKD. Poté přešel do soukromých rukou, byl zrekonstruován a v současnosti slouží jako ubytovací zařízení.

## Popis
Zámek je patrový, trojkřídlý objekt. Průčelí středního křídla je zvlněné, pobočná křídla spojuje chodba a krytý balkon. Střecha je mansardová. Na oknech nalezneme barokní mříže.